# Yadkin River
Der Yadkin River ist mit 700 Kilometern Länge einer der längsten Flüsse im Bundesstaat North Carolina und dem Nachbarstaat South Carolina in den Vereinigten Staaten von Amerika. Er entspringt im nordwestlichen Teil des Staates in der Nähe des Thunder Hill Overlook am Blue Ridge Parkway. Viele Abschnitte des Flusses sind durch Dämme als Reservoire, zur Energieversorgung oder zur Flutkontrolle aufgestaut. Nach dem Zufluss des Uwharrie River wird der Yadkin zum Pee Dee River. In der Nähe von Cheraw fließt der Fluss etwa an seiner Falllinie auf das Staatsgebiet von South Carolina und wird ab dort der Great Pee Dee River genannt.
Am Oberlauf des Flusses ließen sich moravische Siedler aus Bethlehem Pennsylvania nieder, sie gründeten 1753 die Wachovia Kolonie. Von da an bis zum Unabhängigkeitskrieg kamen Tausende von Siedlern aus Pennsylvania in das Gebiet, die meisten über die Great Wagon Road (Große Wagenstraße). Die meisten dieser Immigranten waren deutscher oder schottisch-irischer Abstammung. 
Der Fluss wird vor allem als Erholungsgebiet genutzt, im Frühling und im Frühsommer werden Sonnenbarsche (Centrarchidae) und verschiedene Barscharten geangelt, Kajak fahren und Rafting sind ebenfalls möglich. Ein Teil des Flusses fließt durch den Pilot Mountain State Park, der Morrow Mountain State Park und der Uwharrie National Forest liegen am Übergang des Yadkin in den Pee Dee River an den Ufern des Flusses.

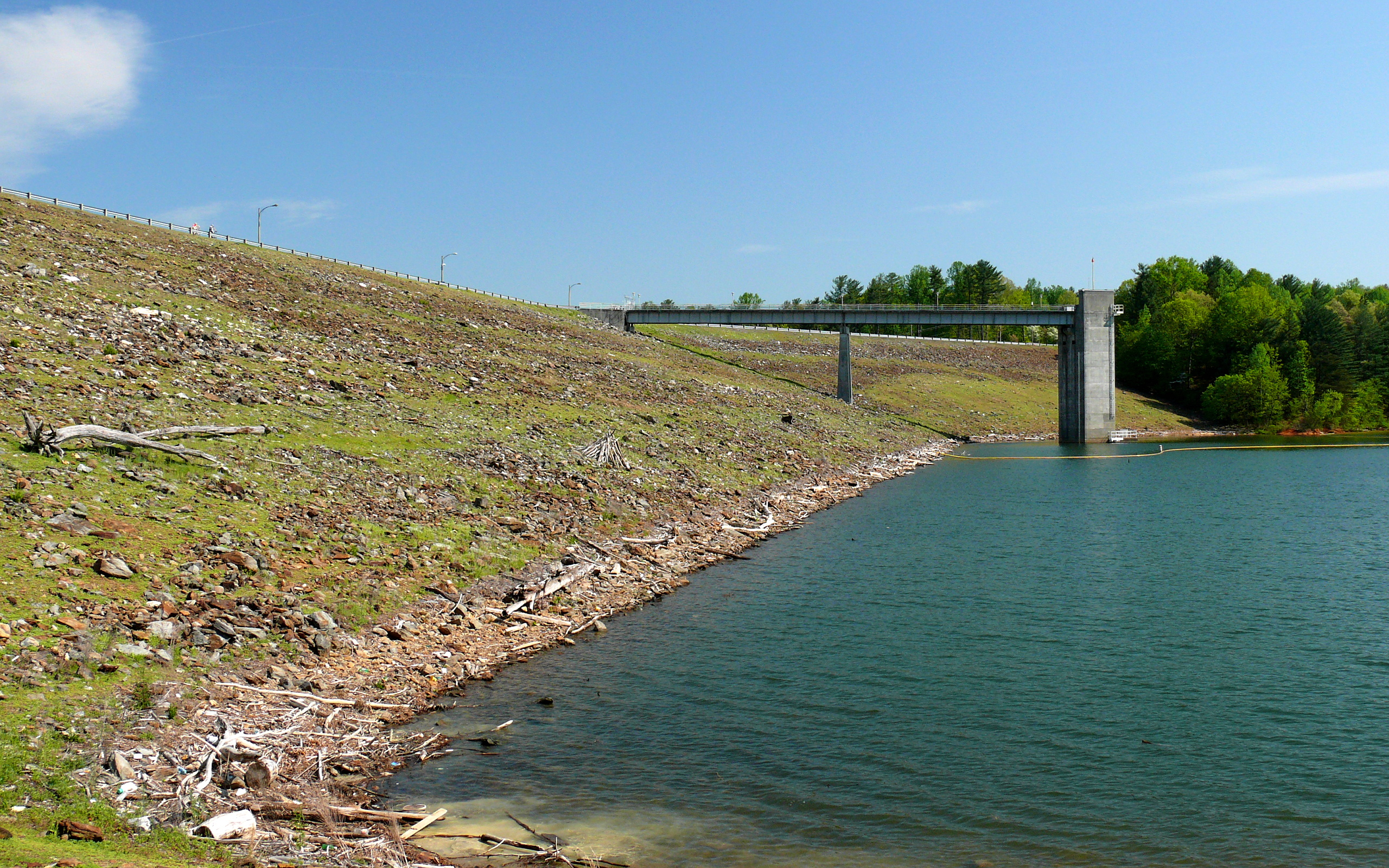
W. Kerr Scott Dam

Die wichtigsten Zuflüsse des Yadkin River sind Reddies, Roaring, Mitchell, Fisher, Ararat und der South Yadkin River. Durch viele der Staudämme am Fluss entstehen große Reservoire, einige davon sind das W. Kerr Scott Reservoir, der High Rock Lake, das Tuckertown Reservoir, der Badin Lake, der Lake Tillery und der Blewitt Falls Lake. Viele Gemeinden in North und South Carolina beziehen ihr Wasser aus dem Yadkin-Pee Dee, und in trockenen Jahren ist die Verteilung des Wassers ein umstrittenes Thema.
Yadkin County und der Verwaltungssitz des Countys, der Ort Yadkinville sind nach dem Fluss benannt.